# Systematische Aufstellung
Systematische Aufstellung nennt man die Aufstellung von Medien in Bibliotheken nach Fachgebieten.
Dabei wird eine Systematik genutzt, um den thematischen Zugang in Bibliotheken mit Freihandaufstellung zu ermöglichen. Ziel einer systematischen Aufstellung ist es, Bücher zu einem Thema an einem Ort zu versammeln. Ordnungsprinzip dieser Aufstellung ist eine Bibliotheksklassifikation wie beispielsweise die Dewey-Dezimalklassifikation oder die Regensburger Verbundklassifikation.
Die systematische Aufstellung benötigt mehr Platz als zum Beispiel die Aufstellung nach Numerus Currens, da man für zukünftige Neuzugänge Platz reservieren muss. Ändert sich die Systematik, beispielsweise durch die Entstehung neuer Fachgebiete, sind aufwändige Arbeiten an den Medien und im Bibliothekskatalog notwendig.
Ein weiteres Problem sind Werke, die nicht nur einer Systemstelle zugeordnet werden können. So könnten Bücher zur Wirtschaftsinformatik zu zwei Systemstellen – „Wirtschaft“ und „Informatik“ – passen.